# Duy Trinh
Duy Trinh is een xã in het district Duy Xuyên, een van de districten in de Vietnamese provincie Quảng Nam.
Het Vĩnh Trinhmeer ligt voor een groot gedeelte in Duy Trinh. In het noorden stroomt de Bà Rén. In Duy Trinh ligt ook de Spoorlijn Hanoi - Ho Chi Minhstad, maar Duy Trinh heeft geen spoorwegstation. Wel is er de Chiêm Sơnbrug over de Bà Rén. In Duy Trinh staat het graf van Đoàn Quý Phi, een koningin in de zeventiende eeuw.
Duy Trinh heeft ruim 7000 inwoners op een oppervlakte van 19,7 km².